# امیل بولتل
امیل بولتل (فرانسوی: Émile Bulteel‎; ۳ اوت ۱۹۰۶ – ۲۱ مارس ۱۹۷۸) بازیکن واترپلو اهل فرانسه بود.